# Anthony Cronin
Anthony Cronin (Enniscorthy, County Wexford, 23 de dezembro de 1928 – Dublin, 28 de dezembro de 2016) foi um poeta, romancista e crítico irlandês.

## Obra
Poesia
- Poems (1958)
- Collected Poems, 1950-73 (1973)
- Reductionist Poem (1980)
- 41 Sonnet Poems (1982)
- RMS Titanic (1981)
- New and Selected Poems (1982)
- The End of the Modern World (1989)
- Relationships (1992)
- Minotaur (1999)